# Çò des de Farrèr
Çò des de Farrèr és un edifici del municipi d'Arres inclòs en l'Inventari del Patrimoni Arquitectònic de Catalunya.

## Descripció
Casal exempt, de secció rectangular, que presenta la façana orientada a migdia, paral·lela a la "capièra" amb "cava" indicada per una finestra en el sòcol, sis obertures en les dues plantes, i al capdamunt tres llucanes (la central de tres aigües) i "boques de lop" en el segon nivell. La coberta d'encavallades de fusta sosté un "losat" de pissarra reforçat amb xapes de zinc en les arestes, de dos vessants i "tresaigües" en els extrems, amb una "humenèja" a ponent. La façana és decorada per una motllura situada a mitjana alçada que remarca la simetria horitzontal, així com quatre pilastres els capitells de les quals suporten una cornisa motllurada. Altrament, els xamfrans foren escapçats en la part baixa. La pintura de colors pàl·lids destaca els diversos elements de les façanes sobre l'arrebossat emblanquinat: porta principal (en verd), finestres (marró), pilastres(roses) i cornisa (vermella). L'esmentada porta, elevada, conserva un bon treball d'ebenisteria, amb una reixa en la part superior, i damunt d'aquest carreu duu gravat: BLAS PENA // AÑO 1835, amb motius florals al centre.

## Història
Ja l'any 1313 Arnau Fabri compareix entre els habitants d'Arres. Farré és un cognom estès en aquest poble (Martinon, Campi, etc.)